# Iouriy Sodol
Iouriy Ivanovytch Sodol, en ukrainien : Юрій Іванович Содоль, né le 26 décembre 1970 à Tchouhouïv, est un militaire ukrainien, nommé Héros de l'Ukraine en 2022.

## Biographie

### Ascension dans la hiérarchie militaire
Iouriy Ivanovytch Sodol vient d'une famille de militaires, est diplômé de l'École de commandement de l'artillerie de Soumy et de l'Académie de défense nationale d'Ukraine. Entre 2007 et 2015, il est commandant de la 25e brigade aéroportée, puis commandant-adjoint des Forces d'assaut aérien ukrainiennes entre 2015 et 2018. À partir de 2018, il sert comme commandant de l'Infanterie navale ukrainienne jusqu'en février 2024,.

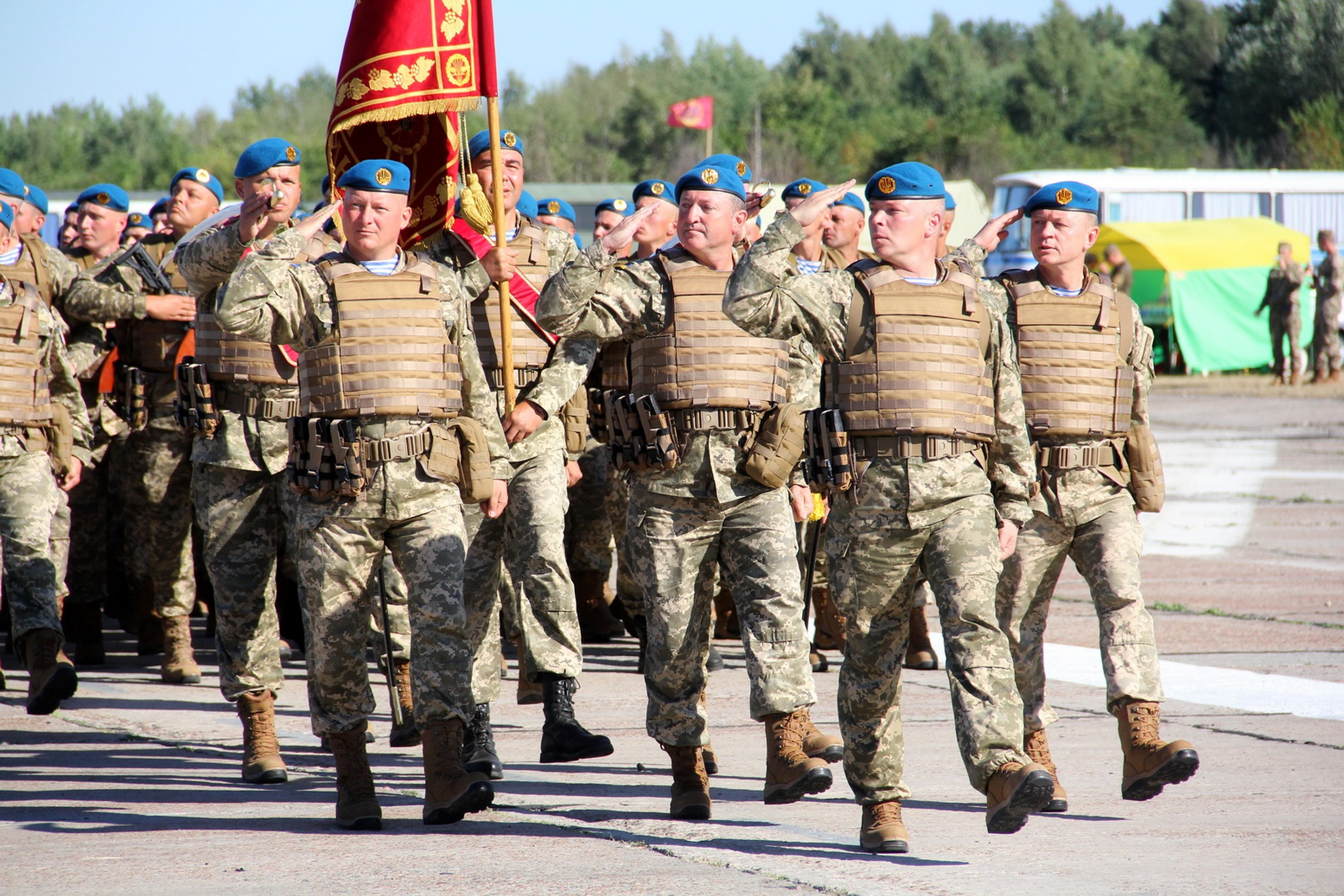
En 2015, lors d'un défilé des troupes d'assaut aériennes.

Au début de l'invasion de l'Ukraine par la Russie, il prend part à la bataille de Marioupol et à celle de Volnovakha. En 2023, il est commandant du groupe opérationnel Donetsk qui combat dans le secteur de Vouhledar, et en février 2024, il est nommé commandant des forces conjointes des forces armées ukrainiennes (KOS ZSU, unité militaire A0135).  
À ce poste, il est chargé de la planification stratégique des opérations militaires ukrainiennes. Il dirige les forces engagées sur le front sud et le front est de l'Ukraine, qui se retrouvent sur la défensive et doivent céder du terrain entre fin 2023 et l'été 2024.  

### Critiques et remplacement
Au poste de commandant des forces conjointes, il fait l'objet de critiques, émanant notamment des blogueurs Igor Latchenkov et Sergueï Sternenko. Il est accusé d'avoir fourni aux combattants du matériel de mauvaise qualité, ce qui aurait mené à des pertes humaines importantes. Il est qualifié de « boucher » par la députée de la Rada Mariana Bezouhla, qui l'avait déjà accusé de nommer des proches aux postes importants quelques jours plus tôt. La 35e brigade d'infanterie navale tente de le défendre et appelle à ne pas le qualifier de « boucher », affirmant que « de tels slogans créent des tensions parmi les militaires » et sont inacceptables. 
Le 23 juin 2024, un haut gradé dont le nom n'est pas initialement divulgué — mais qui est très probablement Iouriy Sodol — est accusé par Bohdan Krotevytch, le commandant de la 12e brigade d'assaut « Azov » de la Garde nationale de l'Ukraine, de collaboration avec l'ennemi, d'abus de pouvoir et d'incompétence dans le commandement des troupes, actions qui auraient entraîné l'abandon d'une partie du territoire ukrainien et de nombreuses pertes militaires,. Il affirme notamment que l'homme dont il parle aurait « tué plus de soldats ukrainiens que n'importe lequel des généraux russes » et ajoute qu'il n'a pas besoin de préciser son nom car « 99 % de l'armée le déteste pour ce qu'il a fait ». Krotevytch réclame aussi une enquête du Bureau d'enquête d'État (en) (State Bureau of Investigation, SBI). 
Le lendemain, après une réunion de l'état-major, Iouriy Sodol est limogé par le président Volodymyr Zelensky, remplacé par le brigadier général Andriy Hnatov. Le président ukrainien n'avance pas de raison particulière, il annonce sa décision de le remplacer dans sa prise de parole quotidienne. Son remplacement s'inscrit dans une série de changements à la tête de l'état-major ukrainien à partir de février 2024. Bohdan Krotevytch se dit satisfait de sa décision et de la nomination de Hnatov, tandis que le journaliste Illia Ponomarenko se félicite lui aussi du limogeage de Sodol. Le même jour, le 24 juin, une enquête est ouverte contre le lieutenant général Sodol par le Service de sécurité d'Ukraine (SBU).

## Distinctions
Il est décoré, nommé Héros de l'Ukraine en 2022 pour son action lors de la bataille de Volnovakha.